# オーストリア連邦鉄道3071形蒸気動車
オーストリア連邦鉄道3071形蒸気動車とは、運転室の背後に大きな荷物積載スペースを設けたタンク式蒸気機関車である。旧スロバキア鉄道（SŽ）は1940年に同形車M 273.1を購入した。
旧オーストリア連邦鉄道（BBÖ）が、1935年から1938年にかけてウィーンのフロリドスドルフ機関車工場から20両を購入した。1935年にBBÖに納入された最初の10両は、DT 1形と命名された。DTとはドイツ語における蒸気動車の略である。この軽量な車両は快速列車用に設計されたが、実際は主に支線区で使用された。ナチス・ドイツに併合後のドイツ国営鉄道で、この車両は71.5形に分類された。これらの機関車はミュンヘン東機関区に配置され、暖房、入換作業や、側線での運転に使用された。2両が第二次世界大戦を生き残ることができず、残りの18両が1945年にオーストリアに返された。オーストリア連邦鉄道ではすぐに大半の車両が引退したが、台帳に残った少数の車両に、3071形の形式称号が与えられた。1968年に全廃されるまで、それらはウィーン地区を拠点にしていた。この形式の唯一の残存車が3071.07号機であり、ウィーンのストラスホフ鉄道博物館に保存されている。
この機関車はレンツ式弁装置を持つ。荷物室と密閉型運転室を有する点が蒸気動車たる所以である。1B1の軸配置は前後両方向への運行に適している。省力化のために、1人乗務用の装置が備わっていた。